# Škverski bataljun
Škverski bataljun, hrvatska postrojba iz Splita u Domovinskom ratu. Osnovan je 16. listopada 1990. godine. U Brodograđevnoj industriji Split osnovan je 2. policijski bataljun pričuvnog sastava MUP-a RH. Pripadnici, njih 340, većinom su bili radnici splitskog brodogradilišta. Zadaća postrojbe bila je čuvati vitalne objekte u brodogradilištu, Splitu, Solinu i Kaštelima. Uskoro su im se pridružili dragovoljci iz postrojbâ iz velikih splitskih poduzeća kao što su Diokom (Jugoplastika), Koteks, Dalma, HPT, Promet, Brodomerkur te dragovoljačka satnija iz Žrnovnice. Poznata zadaća Škverskog bataljuna bila je kad su osiguravali prosvjed 6. svibnja 1991. ispred zgrade zapovjedništva Vojno-pomorske oblasti JRM u Splitu. Osim što su tad osiguravali skup, usporedno su osigurali vojarne JNA Lora i Visoka, kontrolirajući izlazak JNA na ulice Splita. Postrojba je postojala do 31. svibnja 1991. godine. Tad su odlukom ministra obrane Republike Hrvatske Gojka Šuška prešli u sastav tog dana osnovane 114. brigade Hrvatske vojske, prve pričuvne brigade Zbora narodne garde.

## Vanjske poveznice
- Brodosplit - službeno glasilo Vridni, srpanj 2009. Velika obljetnica u obrani Hrvatske - 18 godina 114. brigade HV, str. 12.